# Le Grand Événement

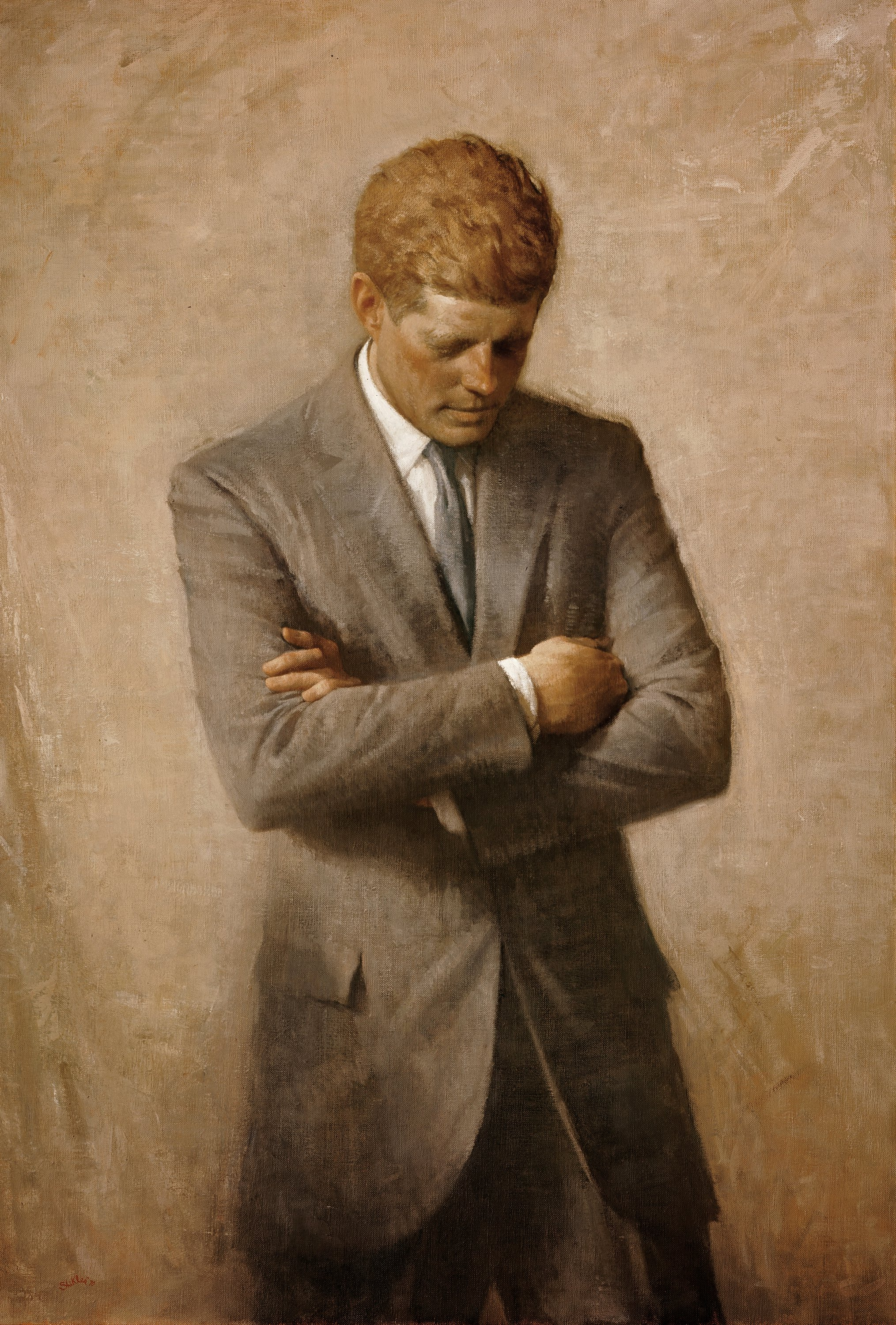
Portrait officiel posthume de John Fitzgerald Kennedy.

Le Grand Événement (The Big Event en anglais) est le nom de code attribué par les conspirateurs à l'attentat organisé contre le président américain, John Fitzgerald Kennedy, le 22 novembre 1963 à Dallas.

## Confessions partielles

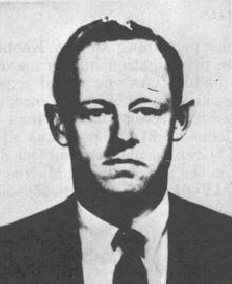
Howard Hunt

Le 7 décembre 2003 dans le quartier de Biscayne Bay à Miami, le romancier et espion américain Howard Hunt, pensant qu'il lui reste six mois à vivre, entame une première série de confessions publiée par le magazine Rolling Stone, puis une seconde le 3 avril 2005 enregistrée dans l'émission InfoWars diffusée par la chaîne Prison Planet TV .    
Son confident n'est autre que son fils Saint John Hunt, qui accorde en 2007 deux interviews exclusives à un théoricien du complot, Jim Marrs et à un journaliste de TruTV, Jesse Ventura.

### Thèse
Baptisant cette opération noire « Le Grand Évènement » dont il semble tirer une réelle fierté, Howard Hunt énonce une kyrielle d'allégations.
Ses confessions avancent sa participation indirecte à l'assassinat du président américain avec comme grand ordonnateur, Lyndon Baines Johnson.

#### Chaîne de commandement
Feuille de papier sur les genoux, Hunt dessine un organigramme sur lequel il écrit des noms. En tête de chapeau, il signe les initiales L.B.J. pour Lyndon Baines Johnson qu'il relie à Cord Meyer, un membre de la CIA puis William King Harvey dit Bill Harvey, un autre membre de la CIA, puis David Morales, un américain d'ascendance cubaine et enfin, celle du tireur français du Grassy Knoll. Lors de l'interview, Marrs évoquera alors Lucien Sarti comme étant le "  Frenchy ". Sur ce dernier point, Marc Bonvalet dans son essai JFK le dossier de l'assassinat écarte cette hypothèse du tueur français dans le sillage du livre de Vincent Quivy, qu'il qualifie de « piste ridicule des tueurs de la mafia corse de Marseille » en affirmant que Sarti était en prison à Bordeaux au moment des faits. Dans son témoignage qui ressemble à un aveu ante-mortem, Howard Hunt confirme en définitive que L.B.J est le commanditaire de l'assassinat de John Kennedy. Un peu plus tard, Hunt remet à son fils deux feuilles supplémentaires contenant le détail des faits.

### Deux témoignages

#### Howard Hunt
En 1963, Hunt est invité par Franck Sturgis dans un hôtel situé à Miami. David Morales, un autre vétéran de la campagne anti-Castro de la CIA est également présent à cette réunion. Lors de cette entrevue secrète à Miami, David Morales déclare à Hunt qu'il a été recruté pour une opération « off the board » par Bill Harvey. Le but de cette opération noire est d'assassiner Kennedy. Morales et Sturgis qualifient alors la disparition prévue du président de « grand évènement ».  
Dans son récit de la réunion, Hunt présente Harvey et Morales comme les principales figures opérationnelles de l'intrigue. Hunt laisse entendre qu'Harvey a été chargé de recruter les tireurs d'élite pour tuer Kennedy et de transporter les armes à Dallas. Selon la rumeur, Morales est un tueur de sang-froid incontournable dans les situations d'opérations noires où le gouvernement a besoin de neutraliser quelqu'un. Selon Hunt, William King Harvey, le chef des assassinats de la CIA a l'expérience et les relations nécessaires pour organiser quelque chose comme le « grand évènement ». 
Pour David Morales, Kennedy est « ce bon fils d'enfoiré de pute » responsable de la mort des hommes qu'il a entraînés pour la mission de la Baie des Cochons. « Nous avons pris soin de ce fils de pute, n'est-ce pas ? » dit Morales à son avocat, Robert Walton, en 1973, après une soirée de beuverie. 
Vers la fin de la réunion, Franck Sturgis présente Howard Hunt au groupe en faisant état de l'admiration collective qu'il suscite. « Vous êtes quelqu'un que nous admirons tous. Nous savons ce que vous pensez de Kennedy. Êtes-vous avec nous ? ». Hunt explique dans ses confessions qu'il n'a joué qu'un rôle périphérique dans l'assassinat.  
Alors que les conspirateurs de Miami ont clairement indiqué que Bill Harvey avait joué un rôle central dans « le grand événement », ils ont assuré Hunt que la chaîne de décision atteignait un niveau bien supérieur à celui de Bill Harvey. Ainsi, le vice-président Lyndon Johnson lui-même a ainsi approuvé le complot, selon David Morales. Howard Hunt a considéré ces allégations comme étant plausibles. Comme il le mentionne dans ses mémoires .

#### Marita Lorenz

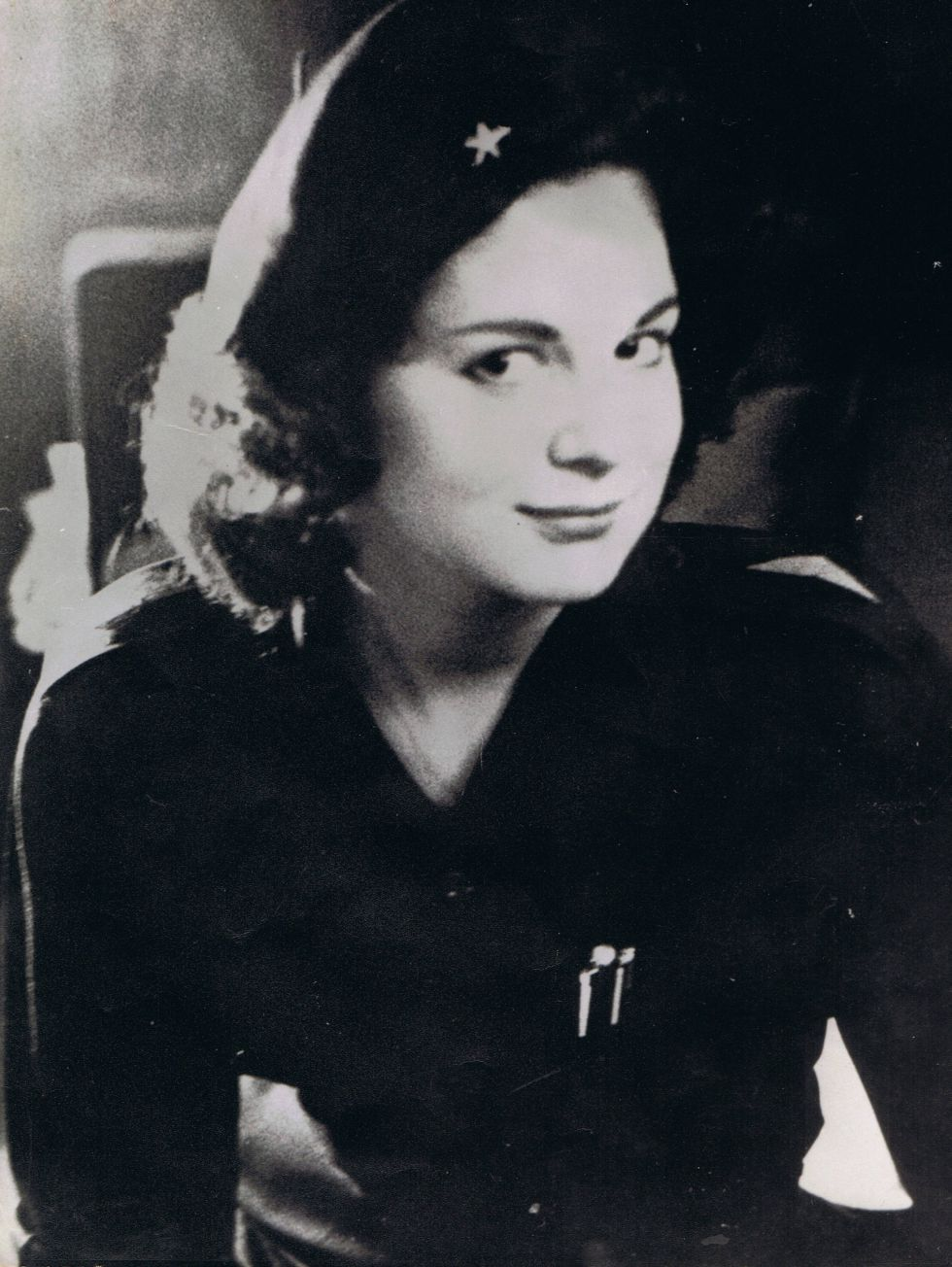
Marita Lorenz

En 1959, Marita Lorenz devient la maîtresse de Fidel Castro et lui donne un enfant qu'elle devra abandonner. Elle quitte Cuba pour rejoindre les États-Unis où elle est recrutée par la CIA qui en fait sa « Jane Bond » pour empoisonner Castro. Elle intègre Opération 40, une organisation secrète chargée de fomenter des coups d'État et de lutter contre l'influence communiste dans les pays voisins des États-Unis. Lorenz est formée et instruite par Frank Sturgis. 
En novembre 1963, à Miami, deux voitures se dirigent vers un motel de la banlieue de Dallas avec dans leur cargaison, des armes, des explosifs et des déguisements. Lorenz se trouve dans l'un d'elles avec Frank Sturgis, Pedro Diaz Lanz et Orlando Bosch. Dans l'autre, se trouvent à bord Gerry Patrick Hemming, deux frères cubains, Guillermo et Ignacio Novo et le sosie de Lee Harvey Oswald, « Ozzie ». Sur place, un certain Eduardo alias Howard Hunt remet aux conspirateurs une enveloppe pleine de billets. Un second individu surgit deux heures plus tard; Jack Ruby. Marita Lorenz sermonnée par Ruby, regagne Miami en avion dans la soirée.  
Quelques jours plus tard, selon le témoignage de Lorenz, Frank Sturgis lui aurait dit « Nous avons descendu le Président ce jour-là. Tu aurais pu en être, rentrer dans l'histoire. Tu aurais dû rester. C'était tranquille. Tout était couvert à l'avance, très professionnel ». 
Interrogé par Mark Lane, Gerry Heming confirme intégralement la véracité des allégation de Marita Lorenz à une exception près; il y avait trois voitures au lieu de deux. Dans un documentaire réalisé en 1993, Marita Lorenz accompagné de Mark Lane confirme une nouvelle fois sa version des faits en citant Frank Sturgis : « Lorenz, c'est nous les agents de la CIA qui avons tué Kennedy ». Lorenz rétorque : « Tu n'es pas sérieux ? ». Sturgis répond : « Oui, qui le saura ? ».